# 求恕里
求恕里位于中国浙江省湖州市南浔区南浔镇南西街，为嘉业堂藏书楼主人刘承干于1930年所建别业，因其号“求恕居士”而得名，亦作为嘉业堂藏书楼管理处，建筑由门房、甬道、西洋门楼、宅楼和下房等组成。

## 图集
- 平面，自东侧门房入内即甬道，至尽端南侧券门进入内宅和庭院
- 位于甬道中间的西洋门楼，上题“鹧溪小隐”
- 主体建筑宅楼，为五间二厢楼厅
- 宅楼石库门式墙门内侧，上题“光辉贻后”
- 宅楼底层正厅，吴昌硕题“爽挹近辉”
- 宅楼前檐梁架